# Липовець (Польща)
Липовець (пол. Lipowiec) — лемківське село у гміні Яслиська у Кросненському повіті Підкарпатського воєводства Польщі.

## Історія
До 1772 р. село входило до Сяніцької землі Руського воєводства, з 1783 року — до Сяноцького округу Королівства Галичини та Володимирії Австро-Угорщини.

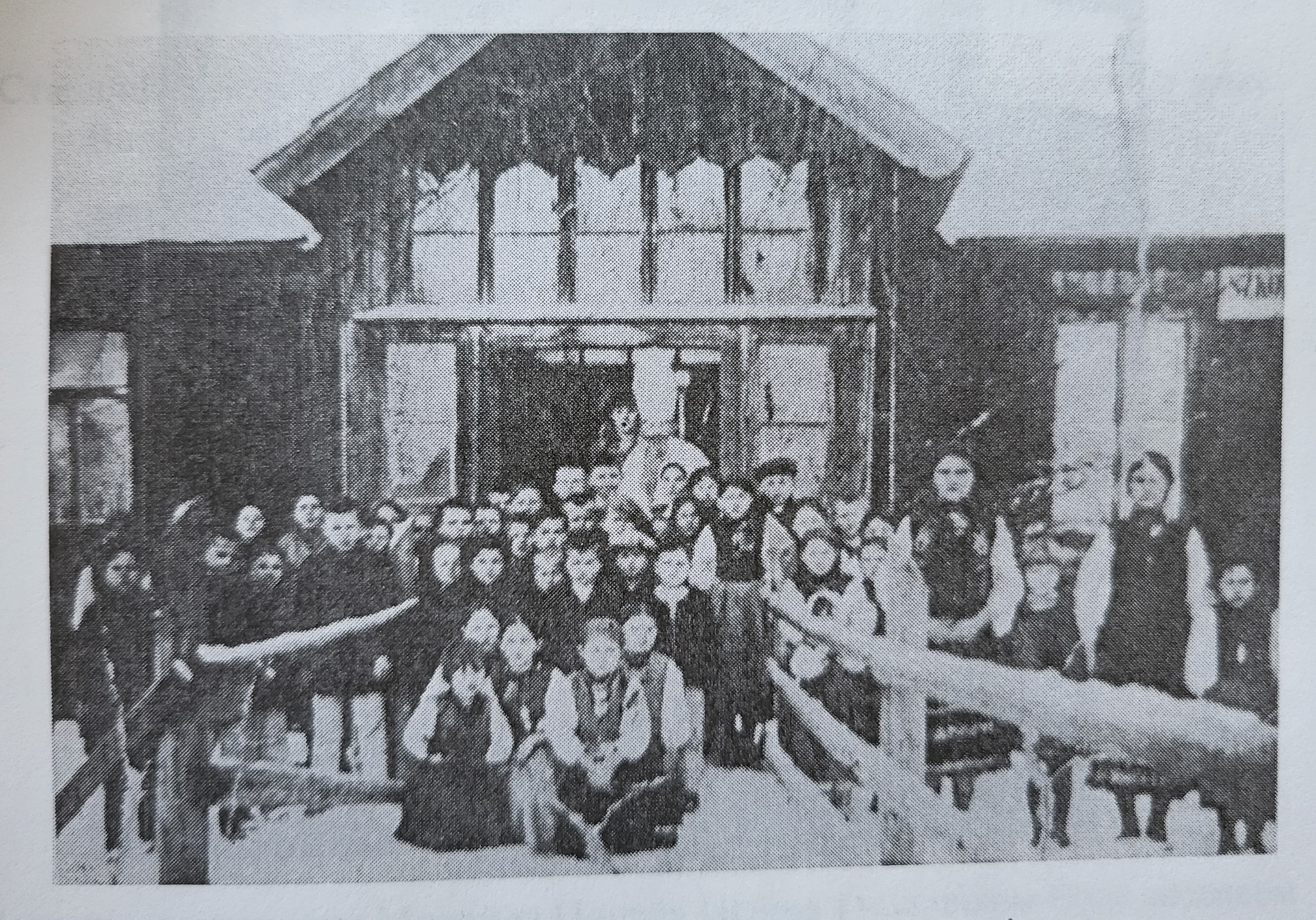
Школа в селі Липовець, Сяноцького повіту 1929 рік.

До 1945 року в селі було майже чисто лемківське населення: з 660 жителів села — 650 українців, 5 поляків і 5 євреїв. Після Другої світової війни лемків під час операції «Вісла» депортували на понімецькі землі.

## Сучасність
У селі майже нема постійних мешканців, щоправда є тут декілька житлових будинків — їх використовують для зеленого туризму.